# Lijst van voetbalinterlands Albanië - Bulgarije (vrouwen)
Deze lijst van voetbalinterlands is een overzicht van alle officiële voetbalwedstrijden tussen de nationale vrouwenteams van Albanië en Bulgarije. De landen hebben tot nu toe twee keer tegen elkaar gespeeld.

## Wedstrijden
| № | Plaats | Datum            | Competitie        | Wedstrijd           | Uitslag |
| - | ------ | ---------------- | ----------------- | ------------------- | ------- |
| 1 | Sofia  | 9 december 2017  | Vriendschappelijk | Bulgarije − Albanië | 0 − 2   |
| 2 | Sofia  | 12 december 2017 | Vriendschappelijk | Bulgarije − Albanië | 3 − 0   |

## Samenvatting
| Competitie        | Totaal gespeeld | Winst Albanië | Gelijk | Winst Bulgarije | Doelsaldo Albanië – Bulgarije |
| ----------------- | --------------- | ------------- | ------ | --------------- | ----------------------------- |
| Vriendschappelijk | 2               | 1             | 0      | 1               | 2 − 3                         |
| Totaal            | 2               | 1             | 0      | 1               | 2 − 3                         |